# Noël (album)
Pour les articles homonymes, voir Noël (homonymie).
Albums de Joan Baez
Farewell Angelina
(1965) Joan
(1967)
Noël est le cinquième album studio (septième en tout) de Joan Baez, sorti en 1966. Comme son titre l'indique, il se compose entièrement de chants de Noël.

## Titres
| 1.    | O Come, O Come, Emmanuel          | 3:01 |
| 2.    | Coventry Carol                    | 1:59 |
| 3.    | Good King Wenceslas               | 0:26 |
| 4.    | The Little Drummer Boy            | 3:02 |
| 5.    | I Wonder as I Wander (en)         | 3:52 |
| 6.    | Bring a Torch, Jeanette, Isabella | 0:38 |
| 7.    | Down in Yon Forrest (en)          | 1:40 |
| 8.    | The Carol of the Birds            | 3:31 |
| 9.    | Angels We Have Heard on High      | 1:20 |
| 10.   | Ave Maria                         | 4:05 |
| 11.   | Mary's Wandering                  | 3:17 |
| 12.   | Deck the Halls                    | 0:20 |
| 13.   | Away in a Manger (en)             | 1:54 |
| 14.   | Adeste Fidelis                    | 0:49 |
| 15.   | Cantique de Noel (O Holy Night)   | 3:48 |
| 16.   | What Child Is This (en)           | 3:01 |
| 17.   | Silent Night                      | 2:25 |
| 41:00 |                                   |      |